# Veselin Stojanov

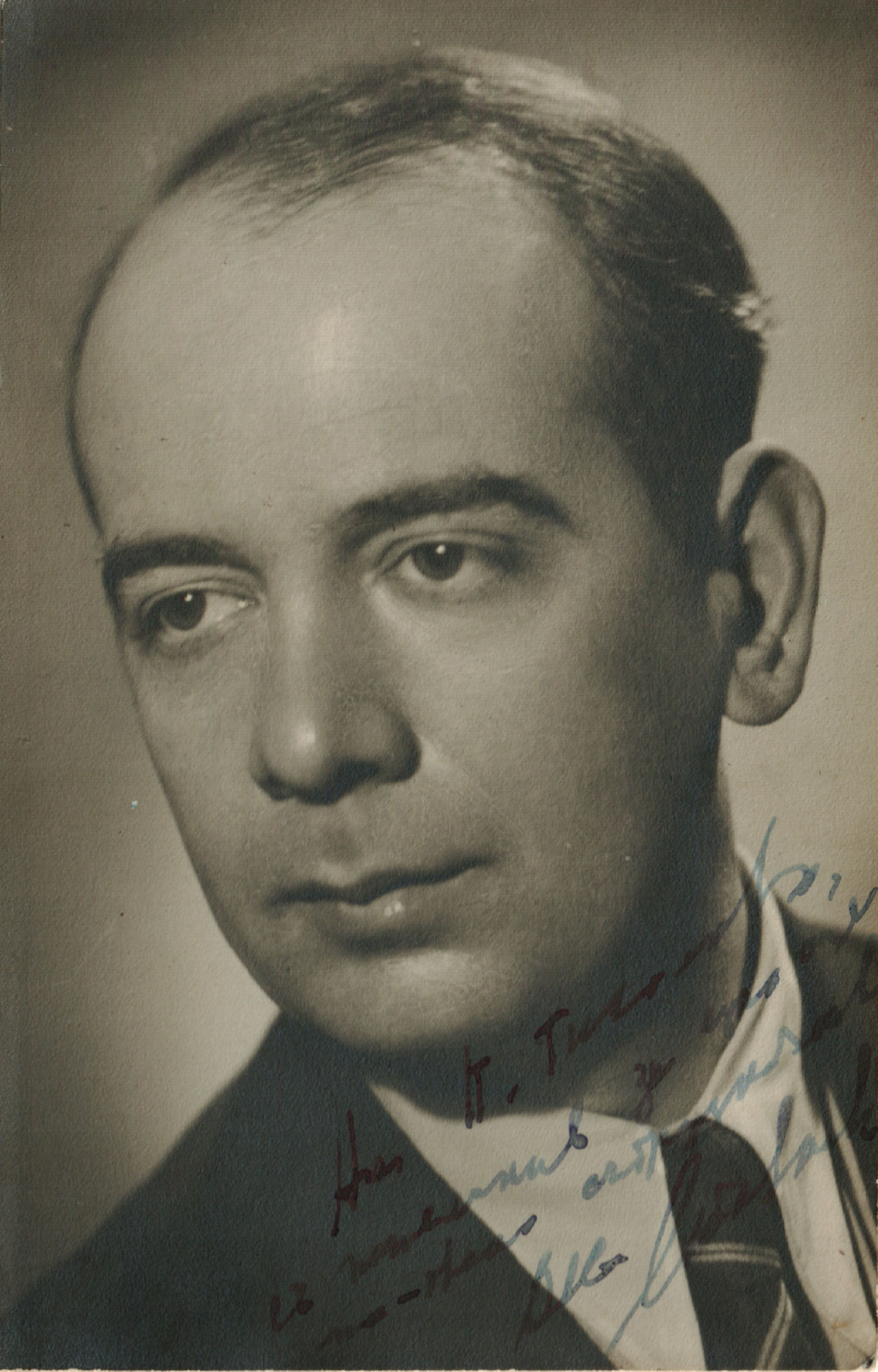
Veselin Stojanov

Veselin Anastasov Stojanov (ook: Stoyanov) (Bulgaars: Веселин Анастасов Стоянов) (Sjoemen, 20 april 1902 - Sofia, 29 juni 1969) was een Bulgaars componist, muziekpedagoog, dirigent en pianist.

## Levensloop
Stojanov kreeg als klein jongetje pianolessen van zijn vader Anastas Stojanov. Vanaf 1922 studeerde hij samen met zijn broer Andrej Stojanov aan de Staatsacademie voor muziek in Sofia. In 1926 studeerde hij daar cum laude af. In 1926 vertrok hij naar Wenen en studeerde compositie bij Franz Schmidt en piano bij Viktor Ebenstein. Nadat hij ook in Wenen afgestudeerd was, keerde hij in 1930 naar Bulgarije terug.
Vanaf 1937 werd hij docent en later professor voor muziektheorie aan de Staatsacademie voor muziek in Sofia. Hij bracht het vak muziektheorie in Bulgarije op een hoger niveau. Tot zijn leerlingen behoren componisten zoals: Todor Popov, Dimitar Petkov, Stefan Remenkov, Alexander Tekeliev, Ivan Marinov en anderen. In Bulgarije werd hij met talrijke prijzen onderscheiden, zoals Held van de arbeid en Populaire Artiest,
Zijn werken zijn te scharen onder de Neo-Romantiek.
In Roese, Bulgarije is het conservatorium naar hem benoemd Nationale Kunstacademie "Prof.Vesselin Stoyanov" (Bulgaars: Национално училище по изкуствата "Проф.Веселин Стоянов" - Русе) in Roese,

## Composities

### Werken voor orkest
- 1941 Bai Ganyo, groteske suite voor orkest
- 1942 Concerto Nr. 1 in a-mineur, voor piano en orkest
- 1947 Karvava songs, symfonisch gedicht
- 1952 Concerto Nr. 2  in d-mineur, voor piano en orkest
- 1956 Concert, voor viool en orkest
- 1956 Rhapsody, voor orkest
- 1959 Feestelijke ouverture - "Simfonichnata bear"
- 1960 Concert, voor cello en orkest
- 1962 Symfonie Nr. 1 in b-mineur, voor orkest
- 1963 Concertino, voor viool en orkest
- 1966 Concerto Nr. 3 in bes mineur, voor piano en orkest
- 1969 Symfonie Nr. 2 - "The Great Preslav", voor orkest

### Cantates
- Be day, cantate
- Good student, cantata
- Ballad for nevestata, cantate

### Muziektheater

#### Opera's
| Voltooid in | titel                                    | aktes | première    | libretto                                      |
| ----------- | ---------------------------------------- | ----- | ----------- | --------------------------------------------- |
| 1935        | Žensko carstvo (Het rijk van de vrouwen) |       | 1935, Sofia | Stefan Kostov, naar zijn gelijknamige komedie |
| 1940        | Salambo                                  |       | 1940, Sofia | Boris Borozanov, naar Gustave Flaubert        |
| 1952        | Hităr Petăr                              |       | 1958, Sofia | de componist en Michail Moskov                |

#### Balletten
| Voltooid in | titel         | aktes | première | libretto | choreografie |
| ----------- | ------------- | ----- | -------- | -------- | ------------ |
|             | Papesa Joanna |       |          |          |              |

### Werken voor piano
- Etyde
- Merry Play
- Notturno
- Pianostukken voor de jeugd Nr. 1 tot 20

### Filmmuziek
- 1956 Legenda o lásce